# Promesse, promesse
Promesse, promesse (Baby It's You) è un film commedia romantica statunitense del 1983 diretto e scritto da John Sayles.

## Trama
New Jersey, 1960: Sheik, un ragazzo di strada di origini italiane, convinto di essere un cantante di talento, corteggia Jill Rosen, una giovane appartenente ad una famiglia ebrea benestante. I due incominciano una relazione sentimentale nonostante l'opposizione dei genitori di lei.